# Опава
О́пава (чеш. Opava [ˈopava], пол. Opawa, сил. Uopawa), Троппау (нем. Troppau, др.-польск. Tropawa, сил.-нем. Tropp) — статутный город в Чехии. Расположен на территории Моравскосилезского края, по обоим берегам реки Опавы (притока Одры). Административный центр одноимённого района.
Население — 57,8 тыс. жителей (2014). Площадь — 90,6 км².

## История
Опава основана в 1224 году. Являлась центром Опавского княжества (с 1348 года под властью чешского короля) и столицей чешской Силезии. В 1820 году здесь проходил Троппауский конгресс.
Жители древнего поселения X века, стоявшего на реке Опава, быстро оценили всю географическую привлекательность этих мест, находящихся на пути от Балтийского к Адриатическому морю. Позже здесь возник крупный торговый центр, названный в честь реки-кормилицы — Опава, а также появились торговые дворы, склады, купеческие особняки.
В середине сентября 2024 года город пострадал от наводнения. Мэр города Томаш Навратил заявил, что «ситуация хуже, чем во время последнего разрушительного наводнения 1997 года, известного как „наводнение века“».

## Экономика
Машиностроение и металлообработка, пищевая, текстильная промышленность.

## Достопримечательности
- Костёл Успения Девы Марии в готическом стиле (XIV в.)
- костёл св. Вацлава
- миноритский монастырь (осн. в XIII в.)
- средневековая базилика
- Детская (пионерская) железная дорога

## Население
| 1869    | 1869    | 1880    | 1880    | 1890    | 1900    | 1910    | 1921    | 1930    | 1930    | 1950    | 1950    |
| ------- | ------- | ------- | ------- | ------- | ------- | ------- | ------- | ------- | ------- | ------- | ------- |
| 16 608  | ↗27 011 | ↗32 105 | ↘20 562 | ↗35 698 | ↗42 043 | ↗47 361 | ↗49 366 | ↗54 263 | ↘36 030 | ↘35 576 | ↗40 663 |
| 1961    | 1961    | 1970    | 1970    | 1980    | 1980    | 1991    | 1991    | 2001    | 2011    | 2012    | 2014    |
| ↗42 458 | ↗48 091 | ↗50 275 | ↗53 269 | ↗59 384 | ↘58 778 | ↗62 815 | →62 815 | ↘61 382 | ↘58 351 | ↘58 277 | ↘57 931 |
| 2016    | 2017    | 2018    | 2019    | 2020    | 2021    | 2021    | 2022    | 2023    | 2024    |         |         |
| ↘57 676 | ↘57 387 | ↘57 019 | ↘56 638 | ↘56 450 | ↘55 996 | ↘55 146 | ↘54 840 | ↗55 512 | ↗55 600 |         |         |

## В астрономии
В честь Опавы назван астероид (255) Оппавия, открытый 31 марта 1886 года австрийским астрономом уроженцем Опавы Иоганном Пализой в Венской обсерватории.

### Метеорит «Опава»

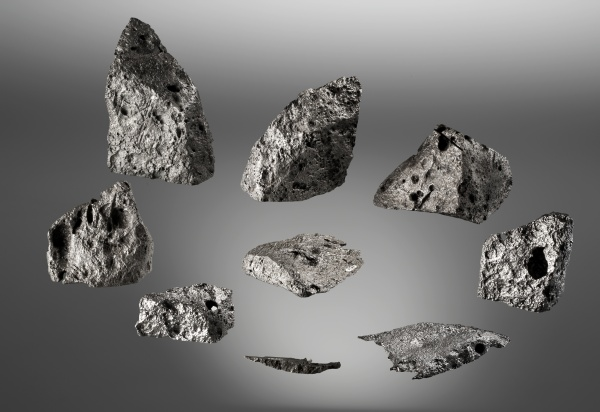
Части метеорита Опава (метеорит)

Метеоритные камни были обнаружены археологами в 1925 году во время раскопок в карьере в Опаве-Кылешовицах. Судя по частичному изменению внутренней структуры, древние охотники эпиграветтской культуры обложили семью камнями железного метеорита очаг 18 тыс. лет назад.  В составе метеорита Опава преобладает железо (94 %), затем идёт никель (5,5 %), а затем небольшое количество кобальта, фосфора и серы. Практически одинаковый состав отдельных фрагментов позволяет предположить, что они являются частями одного тела.

## Известные уроженцы
- Хробак, Рудольф (1843—1910) – учёный-медик, гинеколог.
- Джой Адамсон-австрийская и английская натуралистка известная своими Книгами "Рождённая свободной" и "Пипа".

## Опава в кинематографе
Опава упоминается во 2-й серии художественного фильма «Фронт в тылу врага» (реж. Игорь Гостев, 1981 г.). Во время совещания полковник Млынский ищет на карте Опаву, но находит Троппау.

## Города-побратимы
- Дунгуань, Китай[25]
- Живец, Польша[26]
- Зугло[вд], Венгрия[25]
- Карни, США[25]
- Катовице, Польша[26][27]
- Липтовски-Микулаш, Словакия[25]
- Рацибуж, Польша[26][28]
- Рот, Германия[26][29]

- Камышин, Россия